# Liste des stations de sports d'hiver du Massif central
 (juillet 2020).

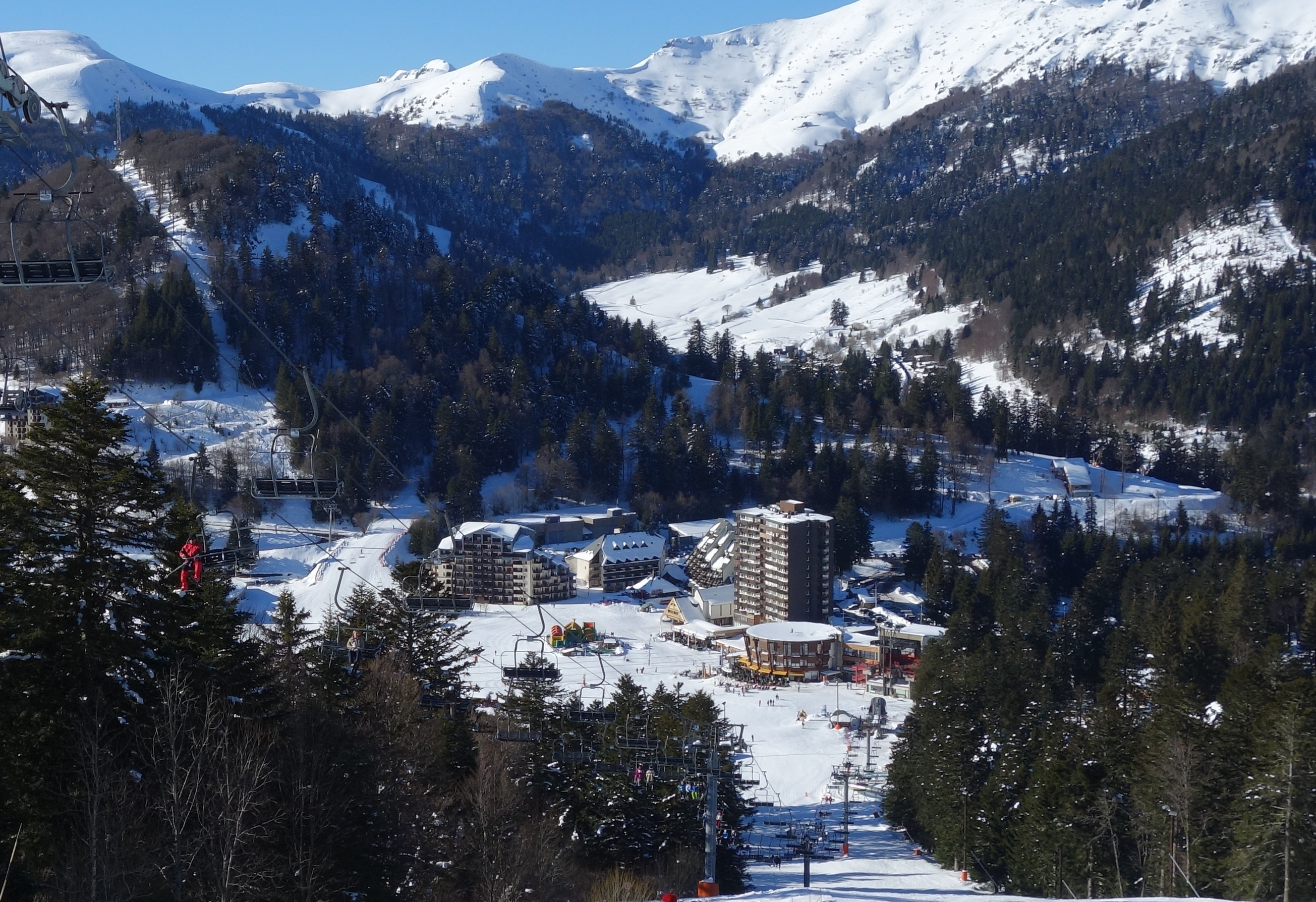
Le Lioran, une station aux fortes infrastructures dédiées au ski alpin.

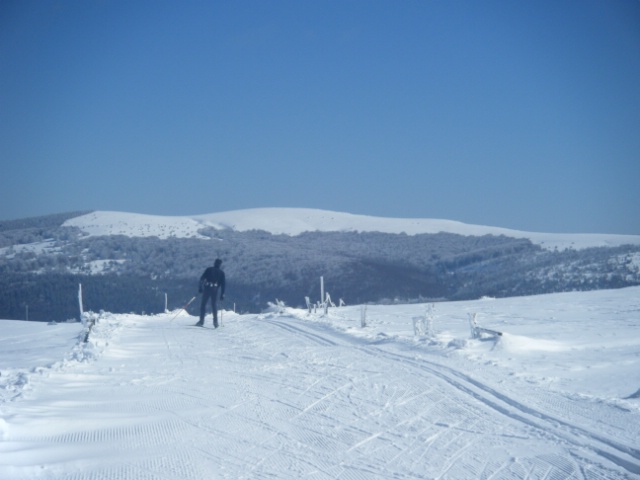
La Chavade, une station de ski de fond.

Cet article recense les stations de sports d'hiver du Massif central qui se trouvent au Centre de la France.
Elles se situent dans treize départements :
- l'Allier ;
- l'Ardèche ;
- l'Aveyron ;
- le Cantal ;
- la Corrèze ;
- la Creuse ;
- le Gard ;
- la Loire ;
- la Haute-Loire ;
- la Lozère ;
- le Puy-de-Dôme ;
- le département de Saône-et-Loire ;
- et le Rhône.

Ceux-ci sont eux-mêmes situés dans quatre régions :
- Auvergne-Rhône-Alpes ;
- Bourgogne-Franche-Comté ;
- la Nouvelle-Aquitaine ;
- et l’Occitanie.

## Liste

Le domaine skiable de la station de Prat-de-Bouc.

| Station                                                              |  | Kilomètres de pistes de ski alpin | Kilomètres de pistes de ski de fond | Altitude min | Altitude max | Adulte 1J (alpin) | Adulte 1J (fond) | Débit remontées mécaniques (pers./heure) | Département |
| -------------------------------------------------------------------- |  | --------------------------------- | ----------------------------------- | ------------ | ------------ | ----------------- | ---------------- | ---------------------------------------- | ----------- |
| Chadebec,                                                            |  |                                   | 34,5                                |              |              |                   | 2 €              |                                          | Corrèze     |
| Saint-Setiers,                                                       |  |                                   | 52                                  |              | 915          |                   |                  |                                          | Corrèze     |
| Le Lioran / Prat de Bouc Domaine nordique Prat-de-Bouc-Haute-Planèze |  | 60                                | 100                                 | 1152         | 1820         | 31,4 €            | 6,8 €            | 24 010                                   | Cantal      |
| La Loge des Gardes                                                   |  | 2                                 | 20                                  | 1050         | 1160         | 15 €              | 7 €              | ?                                        | Allier      |
| La Chavade - Bel-Air                                                 |  |                                   | 30                                  | 1365         | 1504         |                   | 7 €              |                                          | Ardèche     |
| La Croix de Bauzon                                                   |  | 9                                 | 14,5                                | 1250         | 1511         | 14 €              | gratuit          | ?                                        | Ardèche     |
| Laguiole                                                             |  | 6                                 | 45                                  | 1200         | 1407         | 19 €              | 6,8 €            | ?                                        | Aveyron     |
| Brameloup                                                            |  | 3                                 | 30                                  | 1200         | 1390         | 16 €              | 7,7 €            | ?                                        | Aveyron     |
| Espace Aubrac                                                        |  |                                   | 200                                 | 1220         | 1400         |                   | 6,8 €            |                                          | Aveyron     |
| Col de Légal                                                         |  |                                   | 43                                  | 1100         | 1334         |                   | 6,8 €            |                                          | Cantal      |
| Saint-Urcize                                                         |  | 4                                 | 45                                  | 1210         | 1395         | 12 €              | 6,8 €            | ?                                        | Cantal      |
| Pailherols                                                           |  |                                   | 40                                  | 980          | 1500         |                   | 6,8 €            |                                          | Cantal      |
| Haut Cantal - Puy Mary                                               |  |                                   | 90                                  | 1200         | 1450         |                   | 6,8 €            |                                          | Cantal      |
| Prat Peyrot                                                          |  | 9                                 | 60                                  | 1200         | 1567         | 20 €              | 7,2 €            | 9 329                                    | Gard        |
| Chalmazel                                                            |  | 11                                | 105                                 | 1109         | 1600         | 21 €              | 6,8 €            | 7 800                                    | Loire       |
| Haut-Forez                                                           |  |                                   | 105                                 | 1253         | 1428         |                   | 6,8 €            |                                          | Loire       |
| Monts du Pilat                                                       |  |                                   | 60                                  | 950          | 1230         |                   | 6,8 €            |                                          | Loire       |
| Les Estables                                                         |  | 10                                | 52                                  | 1280         | 1600         | 15 €              | 6,8 €            | ?                                        | Haute-Loire |
| Meygal                                                               |  |                                   | 35,1                                | 1200         | 1450         |                   | 6,8 €            |                                          | Haute-Loire |
| Pradelles                                                            |  |                                   |                                     | 880          | 1302         |                   |                  |                                          | Haute-Loire |
| Fer-à-Cheval (Nasbinals)                                             |  | 2                                 | 10                                  |              | 1321         |                   |                  |                                          | Lozère      |
| Aubrac-Sud (Les Hermaux)                                             |  |                                   | 21                                  |              | 1340         |                   |                  |                                          | Lozère      |
| Mas de la Barque                                                     |  |                                   | 28                                  | 1390         | 1504         |                   | 7,7 €            |                                          | Lozère      |
| Bleymard - Mont Lozère                                               |  | 5                                 | 25                                  | 1400         | 1610         | 13 €              | 6,8 €            | ?                                        | Lozère      |
| Les Bouviers                                                         |  |                                   | 32                                  | 1420         |              |                   | 7.7€             |                                          | Lozère      |
| Pessade-Pleine-Nature                                                |  |                                   | 54                                  | 1170         | 1495         |                   |                  |                                          | Puy-de-Dôme |
| Chastreix-Sancy                                                      |  | 16                                | 15                                  | 1350         | 1730         | 21,3 €            | 6,8 €            | 7 000                                    | Puy-de-Dôme |
| Le Mont-Dore                                                         |  | 41                                | 26                                  | 1200         | 1840         | 31,8 €            | 6,8 €            | 18 000                                   | Puy-de-Dôme |
| Super-Besse                                                          |  | 43                                | 80                                  | 1350         | 1800         | 31,8 €            | 6 €              | 24 000                                   | Puy-de-Dôme |
| Prabouré                                                             |  | 4                                 | 41                                  | 1248         | 1377         | 12 €              | 6,8 €            | 2 069                                    | Puy-de-Dôme |
| Saint-Germain-l'Herm                                                 |  |                                   |                                     | 860          | 1135         |                   |                  |                                          | Puy-de-Dôme |

## Anciennes stations de ski alpin et de fond dans le Massif central

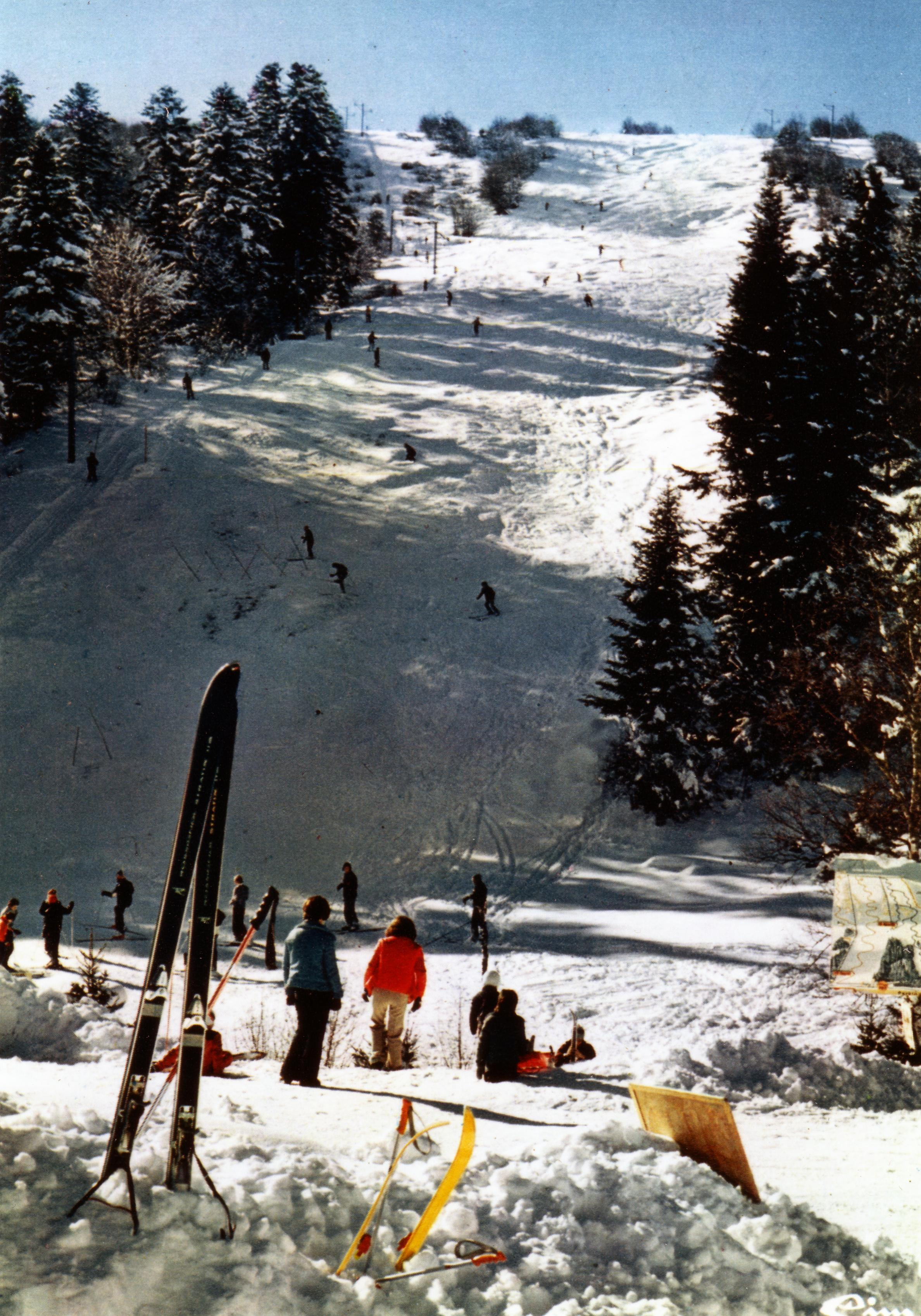
Les pistes d'une station disparue : la Haute-Vallée-des-Supeyres.

### Ardèche
- L'Areilladou, à Mézilhac. De 1963 à 2009. Altitude 1241 - 1 418 m.
- Le Cuzet, à Borée. De 1963 aux années 1980, sur les pentes au sud-est du mont Mézenc. Altitude 1310 - 1 430 m.
- Sainte-Eulalie. De 1964 à 2002. Altitude 1290 - 1 420 m.

### Aveyron
- Le Royal-Aubrac, à Saint-Chély-d'Aubrac. Des années 1970 à 2006, autour d'un ancien sanatorium transformé en hôtel. Altitude 1340 - 1 390 m.

### Cantal
- Allanche, sur les pentes du puy de Mathonière. De 1971 à 1989. Altitude 1190 - 1 240 m.
- Le Col de Légal, à Saint-Projet-de-Salers. De 1976 à 1989. Altitude 1220 - 1 290 m.
- Marcenat, de 1972 à 1989.
- Le Pont-des-Eaux, au Falgoux. Du milieu des années 1950 à 1990. Altitude 1060 - 1 370 m.
- Le Puy Mary, dans le secteur du col de Serre, sur les communes du Claux et de Lavigerie. Des années 1960 à la fin des années 1980.
- Prat-Niolat, sur la commune de Clavières. Ski alpin dans les environs du mont Mouchet. Altitude 1280 - 1 395 m.

### Creuse
- Gentioux-Pigerolles, sur le plateau de Gentioux. Ski de fond (6 pistes). Altitude 850 - 900 m.

### Loire
- Le Bessat. De 1958 aux années 1970. Ski alpin et ski de fond. Altitude 1150 - 1 210 m.
- La Jasserie, près du crêt de la Perdrix (massif du Pilat). Première installation en 1928. Fermeture en 1992. Ski alpin, ski de fond et saut à ski. Altitude 1260 - 1 355 m.
- Les Rebattes, à Graix. De 1982 aux années 2000. Démontage des remontées mécaniques en 2011. Altitude 1150 - 1 210 m.
- Haute-vallée des Supeyres, à Saint-Anthème. De 1968 à 1980. Altitude 1150 - 1 350 m.

### Haute-Loire
- Le Chaulet, aux Estables, sur les pentes du mont Mézenc. De 1980 à 1995. Altitude 1370 - 1 620 m. À noter qu'un autre domaine alpin (Les Estables) existe toujours dans cette même station, sur les pentes du mont d'Alambre.
- Les Sétoux, Riotord. Ski de fond de 1985 à 1994 dans le massif du Grand Felletin (4 pistes). Altitude : d'environ 1230 à environ 1330.

### Lozère
- Finiels, au Pont-de-Montvert. Dates inconnues. Altitude 1270 - 1 350 m.
- Laubert. Dates inconnues. Altitude 1195 - 1 225 m.
- Le Mas de la Barque, au Pont-de-Montvert et à Pourcharesses. De 1955 à 2000. Altitude 1430 - 1 655 m. Les pistes de ski de fond perdurent.

### Puy-de-Dôme
- Barbier, au Mont-Dore. Remontées mécaniques démontées dans les années 1980. Altitude 1210 - 1 536 m.
- La Banne-d'Ordanche, à Murat-le-Quaire. Deux téléskis formant un domaine discontinu, construits dans les années 1970. Altitudes 1130 - 1170 et 1330 - 1 460 m.
- Camelot, à Brugeron. Installation en 1967. Altitude 1190 - 1 240 m.
- Le Chambon-des-Neiges, au Chambon-sur-Lac. Des années 1970 à 2002. Altitude 1140 - 1 760 m.
- Le Col de la Croix-Morand, à Chambon-sur-Lac. Un télésiège, démonté dans les années 1980. Altitude 1401 - 1 636 m.
- Fournols. Altitude 945 - 980 m.
- Le Guéry, à Saulzet-le-Froid. Altitude 1250 - 1 360 m.
- Domaine nordique de la Stèle, à La Tour-d'Auvergne. Altitude 1250 - 1370 m
- La Tour-Chambourguet, des années 1960 à 1996. Altitude 1250 - 1 370 m. Les pistes de fond sont toujours exploitées.

### Rhône
- La Croix-des-Séchères, à Larajasse. Création des remontées mécaniques dans les années 1960. Ski alpin et ski de fond. Altitude 820 - 890 m.

### Saône-et-Loire
- Le Haut-Folin, à Saint-Prix. Des années 1950 à fin des années 1980. Ski alpin et ski de fond. Altitude 800 - 870 m. Les pistes de fond existent toujours.